# Фріна
Фріна ([ˈfraɪni]; дав.-гр. Φρύνη, трансліт. Phrū́nē, прибл. 371 до н. е. – після 316 р. до н. е.) — давньогрецька гетера (куртизанка). З Феспії в Беотії вона була активною в Афінах, де стала однією з найбагатших жінок Греції. Вона найбільш відома своїм судом за безбожність, де її захищав оратор Гіпереїд. Згідно з легендою, вона була виправдана після того, як оголила свої груди присяжним, хоча історична достовірність цього епізоду викликає сумніви. Вона також була моделлю для художників Апеллеса та Праксітеля, а Афродіта Кнідоська була заснована на ній.

## Життя
Фріна походила з Феспій у Беотії, хоча, здається, вона провела більшу частину свого життя в Афінах. Ймовірно, вона народилася близько 371 року до н. е. і була донькою Епікла. Оба Плутарх, і Афіней кажуть, що справжнє ім'я Фріни було Мнесарете. Згідно з Плутархом, її називали Фріною, тому що вона мала жовтий колір обличчя, як у жаби (грецькою мовою: φρύνη); вона також використовувала ім'я Сапердіон. Фріна, очевидно, виросла бідною – комічні драматурги зображують її збір каперсів – і стала однією з найбагатших жінок у грецькому світі. Згідно з Каллістратом, після того, як Александр зруйнував Фіви в 335 році, Фріна запропонувала заплатити за відновлення стін. Ймовірно, вона жила після 316 років до н. е. коли Фіви були перебудовані. Також кажуть, що вона присвятила собі статую в Дельфах і статую Ероса у Феспіях.

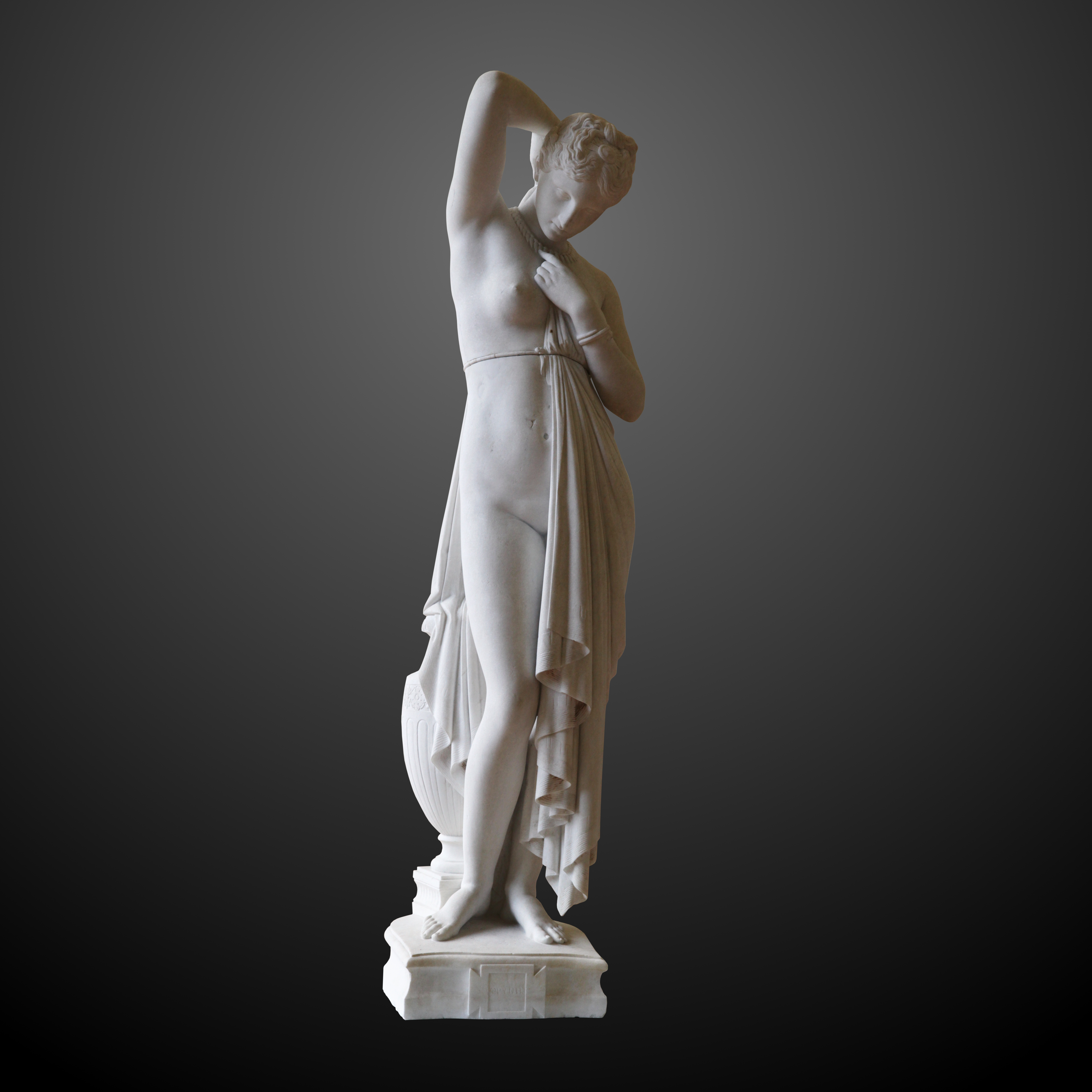
Фріна, скульптора Джеймса Прадієра, музей Ґренобля

Про життя Фріни напевно відомо дуже мало, і більша частина її біографії, переданої в стародавніх джерелах, може бути вигаданою: Хелен Моралес пише, що відокремити факти від вигадки в розповідях про життя Фріни «неможливо».

### Суд

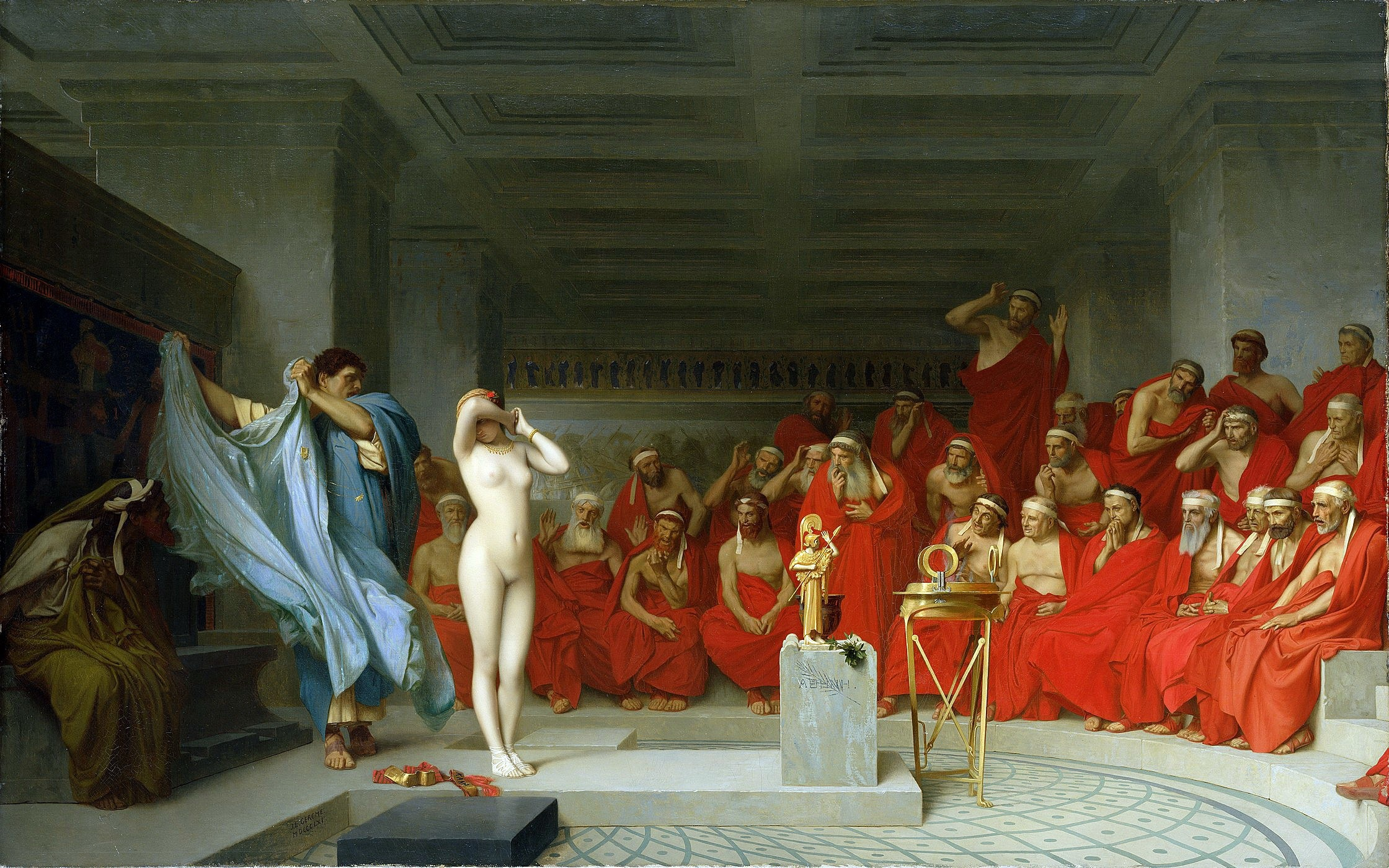
Фріна перед ареопагом Жан-Леон Жером, прибл. 1861 рік

Найвідомішою подією в житті Фріни було судове переслідування, розпочате невдовзі після 350 року до н. е. Евфієм, де її захищав Гіпереїд. Згідно з легендою, Гіпереїд показав груди Фріни присяжним, які були настільки вражені її красою, що її виправдали.
Згідно з стародавніми джерелами, Фріну звинуватили в асебеї, різновиді богохульства. Анонімний трактат про риторику, який коротко викладає справу проти Фріни, містить три конкретні звинувачення проти неї – що вона провела «безсоромний комос » або ритуальну процесію, що вона представила нового бога та що вона організувала незаконні Тіасос або розпусні зустрічі. Новий бог, якого Фріна нібито привела в Афіни, був названий Гарпократіоном Ізодаїтом; однак, хоча Гарпократіон описує його як «чужого» та «нового», це ім’я грецьке, а інші джерела вважають його епітетом Діоніса, Геліоса чи Плутона.
Справу проти Фріни порушив Євфій, один із її колишніх коханців; Гіперейд, який виступив на її захист, також був одним із коханців Фріни. Захистна промова Гіпереїда збереглася лише у фрагментах, хоча вона викликала величезне захоплення в античності. Афіней згадує дві судові промови, хоча жодна з них не збереглася: одна складена Анаксименом з Лампсака та виголошена Євтієм, інша складена Арістогейтоном. Крейг Купер припускає, що суд над Фріною був політично вмотивованим, зазначаючи, що Арістогейтон був політичним ворогом Гіперида, який порушив проти нього судове переслідування за незаконне введення указу приблизно в той самий час, що й суд над Фріною.

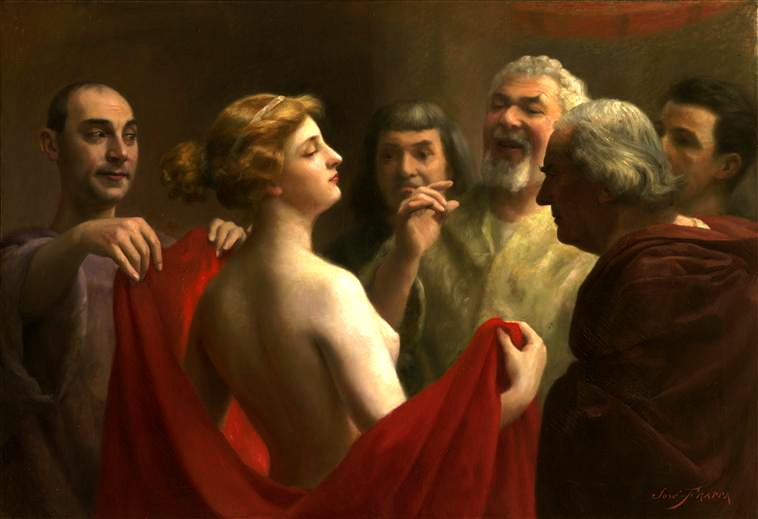
Фріна, художник Хосе Фраппа

Як відомо, Фірну було виправдано після того, як присяжні побачили її оголені груди – Квінтіліан каже, що вона була врятована «non Hyperidis actione... sed conspectus corporis» («не завдяки благанням Гіперида, а завдяки погляду на її тіло»). Збереглися три різні версії цієї історії: у розповіді Квінтіліана, а також у версіях Секста Емпіріка та Філодема, саме Фріна вирішила оголити власні груди; тоді як у версії Афінея Гіпереїд викрив Фріну як кульмінацію своєї промови, а у версії Плутарха Гіпереїд викрив її, оскільки побачив, що його промова не змогла переконати присяжних. Крістін Мітчелл Гейвлок зазначає, що існують окремі докази того, що жінок приводили в зал суду, щоб викликати симпатію присяжних, і що в стародавній Греції оголення грудей було жестом, який мав на меті викликати таку співчутливу реакцію, тому передбачувана поведінка Фріни у суді не без паралелі в грецькій практиці. Однак цей епізод, ймовірно, ніколи не відбувся. Це не згадувалося у версії судового процесу Посидіппа в його комедії «Ефеська жінка» (поставлена прибл. 290 до н. е.), і тому, ймовірно, датується пізніше. У версії Посидіппа Фріна особисто благала кожного з присяжних на суді про те, щоб вони врятували їй життя, і саме це забезпечило її виправдання. Хоча всі ці розповіді припускають, що Фріну судили на смертну кару, асебея не обов'язково каралася смертю; це був agōn timētos, під час якого присяжні приймали рішення про покарання, якщо обвинувачений був переконаний.
Герміпп повідомляє, що після виправдання Фріни Євфій був настільки розлючений, що більше ніколи не виступав публічно. Каппаріс припускає, що насправді його позбавили виборчих прав, можливо, через те, що він не набрав п’ятої частини голосів присяжних і не зміг сплатити наступний штраф.

### Модель

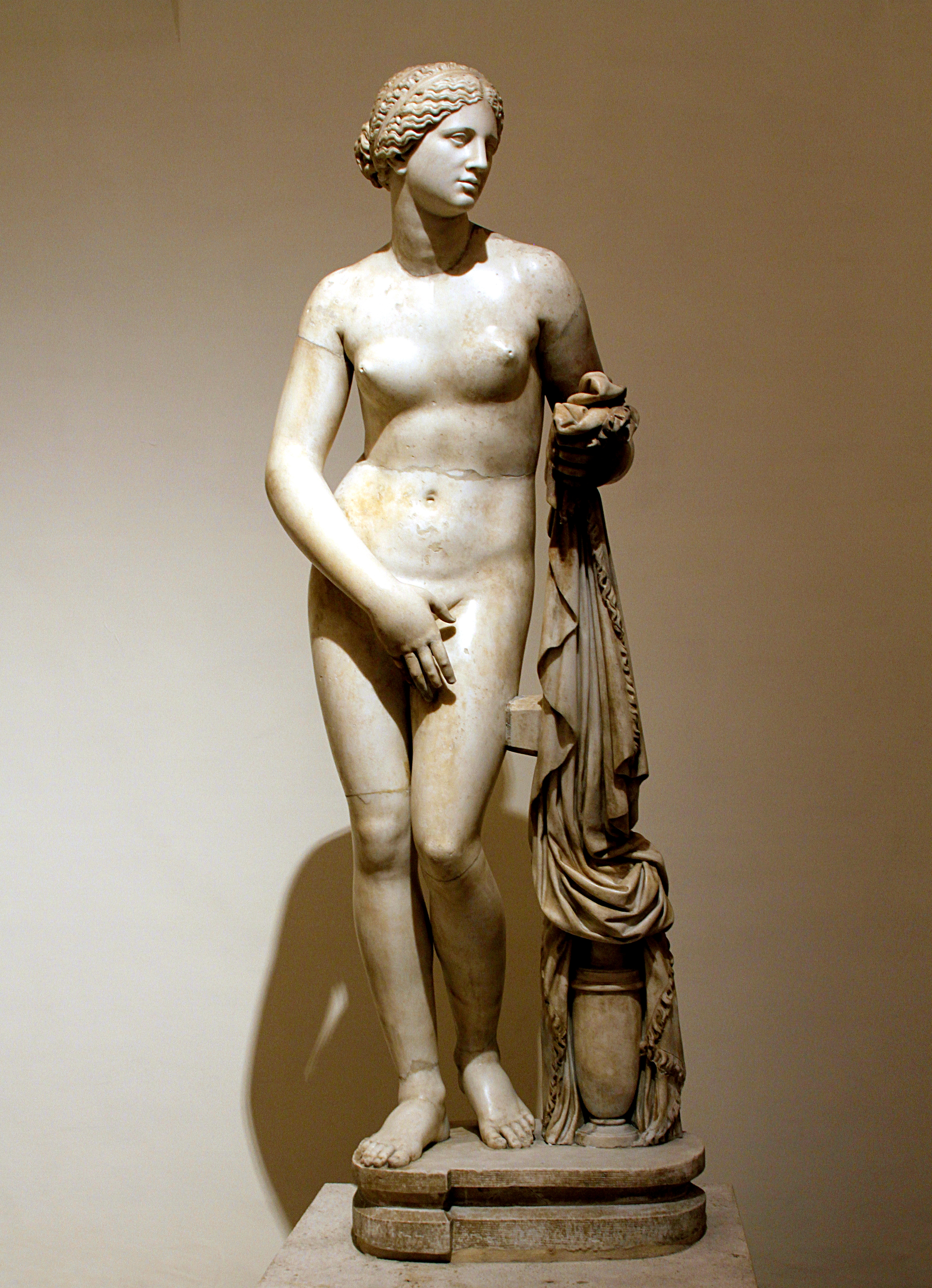
Римська мармурова копія Кнідоської Афродіти Праксителя, моделлю якої була Фріна.

Фріна була моделлю для двох великих художників класичної Греції, Праксітеля та Апеллеса. Згідно з Афінеєм, Апеллес побачив, як Фріна оголеною йшла в море в Елевсіні, і, натхненний цим видовищем, використав її як модель для своєї картини Афродіти Анадіомени (Афродіта, що піднімається з моря). Ця робота була виставлена в святилищі Асклепія на грецькому острові Кос, і до першого століття нашої ери вона, здається, була однією з найвідоміших робіт Апеллеса.
Праксітель також зробив скульптуру Афродіти на основі Фріни — Афродіти з Кнідосу, першої тривимірної оголеної жінки монументальних розмірів у давньогрецькому мистецтві. Він також виготовив золоту або позолочену статую Фріни, яка була виставлена (за словами Павсанія, присвячена самій Фріні) у святилищі Аполлона в Дельфах. Можливо, це був перший жіночий портрет, присвячений у Дельфах; це, безумовно, єдина статуя самотньої жінки, присвячена до римського періоду.

## Сприйняття

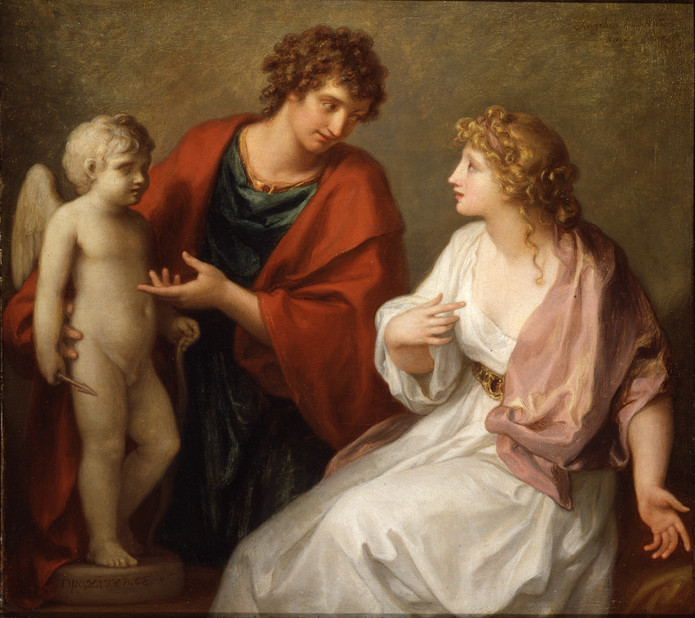
Скульптор Праксітель дарує Фріні статую Купідона (його улюблену роботу).

Фріну в основному ігнорували в епоху Відродження на користь більш героїчних жіночих постатей, таких як Лукреція, але інтерес до її історії зріс до кінця вісімнадцятого століття. На ранніх зображеннях Анжеліки Кауфман і Вільяма Тернера її не еротизували, але в другій половині дев’ятнадцятого століття французькі академічні художники більше зосереджувалися на еротичності життя Фріни. Найвідомішим зображенням Фріни в дев'ятнадцятому столітті була картина Жана-Леона Жерома «Фріна перед ареопагом», яка викликала суперечки, оскільки вона показувала, що вона закриває обличчя від сорому в тій самій позі, яку Жером використовував на кількох картинах рабів у «Східному рабстві». -ринки. Спонуканий цією суперечкою, картина Жерома була широко відтворена та карикатурна, з гравюрами Леопольда Фламенга, бронзою Александра Фальгієра та картиною Поля Сезанна, все за зразком «Фріни» Жерома. У літературі дев’ятнадцятого століття Фріна з’являється в «Лесбосі» з Бодлера Les Fleurs du Mal, де вона вживається метонімічно для представлення куртизанок загалом, і в Реньє Марії Рільке Die Flamingos, де замість того, щоб спокушати чоловіків навколо себе, вона самозакохано спокушає себе.
У двадцятому столітті Фріна здійснила перехід до кіно. «Il processo di Frine» Алессандро Блазетті адаптував історію суду над Фріною в сучасному контексті на основі оповідання Едоардо Скарфольо; наступного року вийшов фільм-баска Frine cortigiana d'Oriente («Фріна, східна куртизанка»). Обидва фільми зображують роздягання Фріни на суді з іконографією під впливом живопису Жерома.

## Фріна у мистецтві

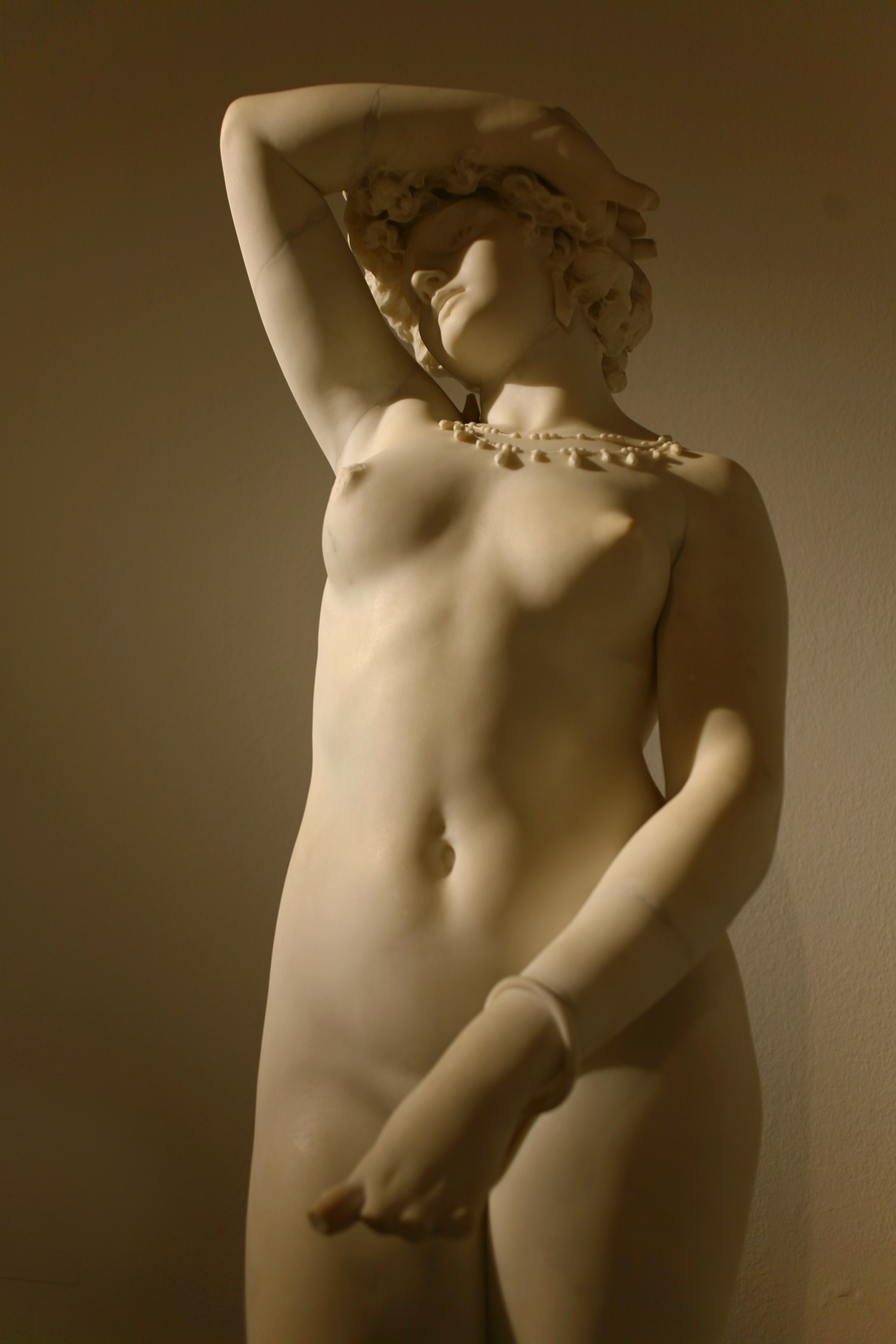
Фріна (1839-1892) Франческо Барзагі
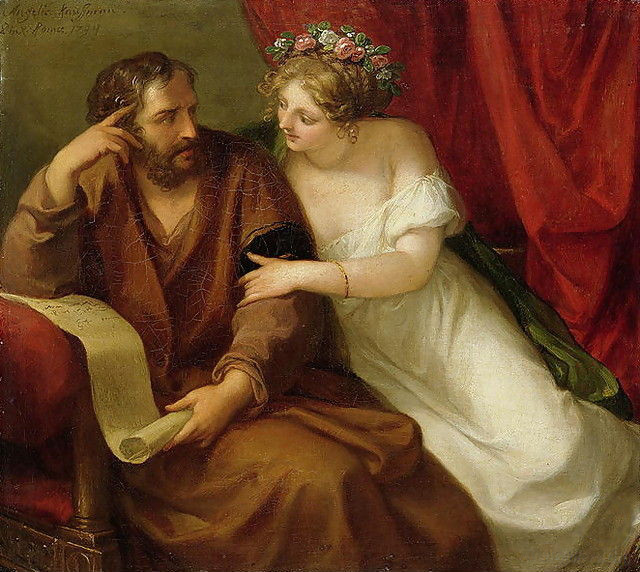
Фріна спокушає філософа Ксенократа, Ангеліка Кауфман
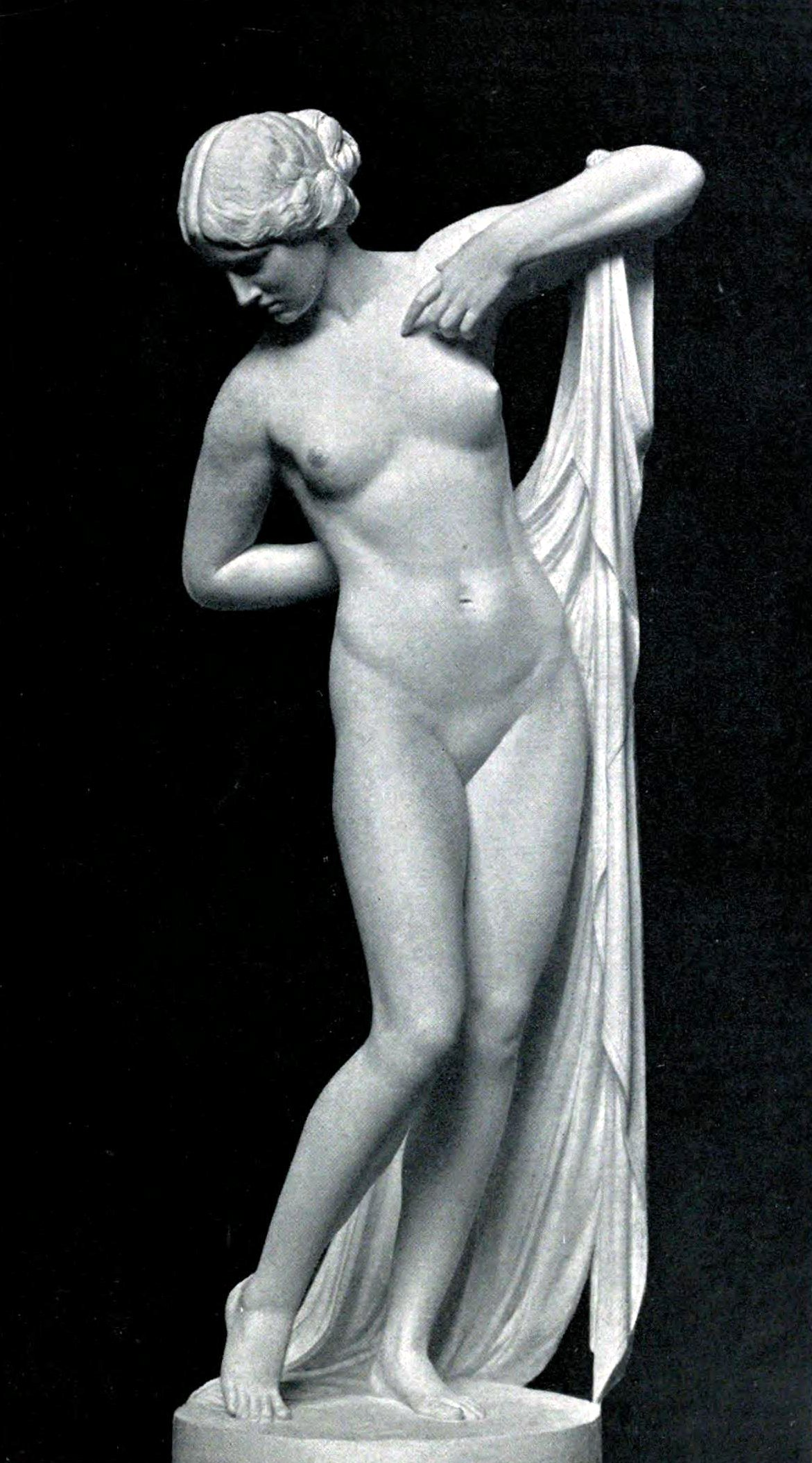
Фріна (1872) скульптора Франческа Барзагі, виставлена в Galleria d'Arte Moderna в Мілані
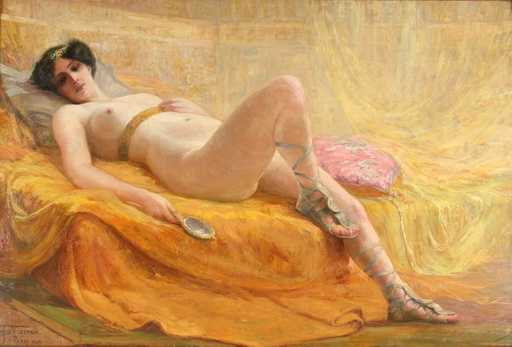
Фріна художника Антоніо Паррейраса

## Цитовані роботи
- Cavallini, Eleonora, Phryne in Modern Art, Cinema, and Cartoon, MythiMedia, архів оригіналу за 3 березня 2016, процитовано 3 березня 2016
- Cooper, Craig (1995), Hypereides and the Trial of Phryne, Phoenix, 49 (4): 303—318, doi:10.2307/1088883, JSTOR 1088883
- Davidson, James (1997), Courtesans and Fishcakes: The Consuming Passions of Classical Athens, London: Harper Collins
- Eidinow, Esther (2016), Envy, Poison, and Death: Women on Trial in Classical Athens, Oxford: Oxford University Press
- Havelock, Christine Mitchell (2007), The Aphrodite of Knidos and Her Successors: A Historical Review of the Female Nude in Greek Art, Ann Arbor: University of Michigan Press
- Kapparis, Konstantinos (2018), Prostitution in the Ancient Greek World, Berlin: De Gruyter, ISBN 978-3-11-055795-4
- Keesling, Catherine (2006), Heavenly Bodies: Monuments to Prostitutes in Greek Sanctuaries, у Faraone, Christopher; McClure, Laura (ред.), Prostitutes and Courtesans in the Ancient World, Madison: University of Wisconsin Press
- McClure, Laura (2014), Courtesans at Table: Gender and Greek Literary Culture in Athenaeus, New York: Routledge
- Morales, Helen (2011), Fantasising Phryne: The Psychology and Ethics of Ekphrasis, The Cambridge Classical Journal, 57 (1): 71—104, doi:10.1017/S1750270500001287
- Phillips, David (2013), The Law of Ancient Athens, Ann Arbor: University of Michigan Press
- Ryan, Judith (1993), More seductive than Phryne: Baudelaire, Gérôme, Rilke, and the problem of autonomous art, PMLA, 108 (5)
- Versnel, H. S. (1990), Ter Unus: Isis, Dionysos, Hermes. Three Studies in Henotheism, Leiden: Brill, ISBN 9004-09268-4